# Hondo (televisieserie)
Hondo is een 17 aflevering tellende western televisieserie van o.a. Batjac Productions, het productiehuis van John Wayne. De reeks werd voor het eerst uitgezonden in het najaar van 1967 op de Amerikaanse zender ABC. De titelrol werd gespeeld door acteur Ralph Taeger.

## Verhaal
Hondo Lane is een ex officier in het rebellenleger, die door de staat Arizona reist in de jaren 1870 met zijn hond Sam. Hij komt vaak in aanvaring met de lokale ordehandhavers, die hij verantwoordelijk acht voor de dood van zijn Indiaanse vrouw. Hij probeert op de plaatsen die hij bezoekt, vrede te brengen tussen strijdende partijen en criminelen voor het gerecht te brengen.

## Cast
| Acteur          | Personage        |
| --------------- | ---------------- |
| Ralph Taeger    | Hondo Lane       |
| Noah Beery, Jr. | Buffalo Baker    |
| Gary Clarke     | Captain Richards |
| Kathie Browne   | Angie Dow        |
| Buddy Foster    | Johnny Dow       |
| Michael Pate    | Chief Vittoro    |
| William Bryant  | Colonel Crook    |

## Afleveringen
1. Hondo and the Eagle Claw
2. Hondo and the War Cry
3. Hondo and the Singing Wire
4. Hondo and the Superstition Massacre
5. Hondo and the Savage
6. Hondo and the Apache Kid
7. Hondo and the War Hawks
8. Hondo and the Mad Dog
9. Hondo and the Judas
10. Hondo and the Comancheros
11. Hondo and the Sudden Town
12. Hondo and the Ghost of Ed Dow
13. Hondo and the Death Drive
14. Hondo and the Hanging Town
15. Hondo and the Gladiators
16. Hondo and the Apache Trail
17. Hondo and the Rebel Hat

## Geschiedenis
De serie is gebaseerd op de gelijknamige film uit 1953 met John Wayne in de titelrol. In tegenstelling tot de film, werd de serie geen succes, waardoor deze na 17 aflevering werd gecanceld. 
De eerste twee afleveringen van de reeks werden gehermonteerd naar één film, getiteld Hondo and the Apaches. Deze werd buiten Noord-Amerika in de bioscopen uitgebracht. 